# Omelek
Die Omelek-Inseln sind ein Teil des zu den Marshallinseln gehörigen Kwajalein-Atolls. Die Inseln sind insgesamt 3,2 Hektar (0,032 km²) groß, wovon der größte Teil auf die Hauptinsel Omelek entfällt.

## Bevölkerung
Die Inselgruppe ist unbewohnt (zeitweise ist Militär auf einigen der Eilande stationiert).

## Geschichte

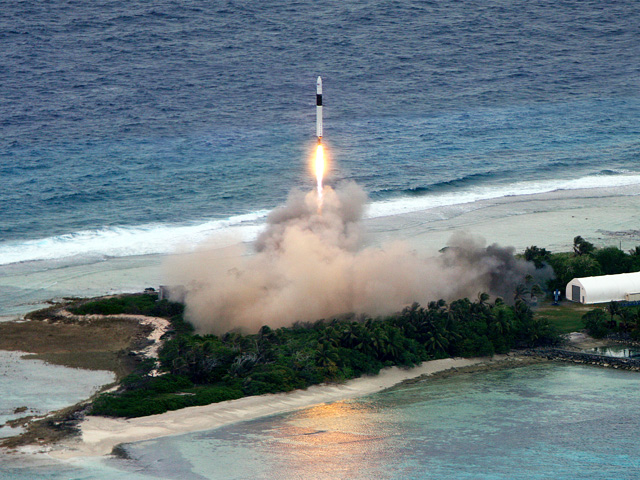
Start einer Falcon 1 über Omelek Island am 13. Juli 2009

Die Inseln dienten über lange Zeit als Startplatz für Raketen des amerikanischen Militärs. Sie ist Teil der Kwajalein Missile Range. Der letzte militärische Test war wahrscheinlich im Jahr 1996. Zwischen 2006 und 2009 startete dort die Firma SpaceX fünf zivile, orbitale Raketen vom Typ Falcon 1.

## Klima
Das Klima ist feucht und heiß mit einer Regenzeit von Mai bis November. Die Inseln werden gelegentlich von Taifunen erfasst.

## Zeitzone
Omelek gehört zur Pacific Daylight Time (UTC−7).